# Finaloniscus briani
Finaloniscus briani är en kräftdjursart som beskrevs av Albert Vandel 1953. Finaloniscus briani ingår i släktet Finaloniscus och familjen Trichoniscidae. Inga underarter finns listade i Catalogue of Life.